# Chan Tat Sun
Domingos Chan Tat Sun (chiń. trad. 陳達燊; pinyin Chén Dáshēn; ur. 11 września 1970 w Makau) – piłkarz z Makau występujący na pozycji bramkarza. Zawodnik klubu Sun Hei SC. 

## Kariera klubowa
Karierę klubową Chan rozpoczął w sezonie 1996-1997 w klubie CD Lam Pak; w tym czasie jego zespół był czterokrotnie mistrzem Makau. W 2001 roku wyjechał do Hongkongu, gdzie reprezentował klub Sun Hei SC, w którym grał do sezonu 2004–2005. Również i w tym klubie Chan odnosił sukcesy ligowe; w trakcie czterech sezonów jego klub zdobył aż trzy tytuły mistrzowskie. W dwóch następnych sezonach Chan reprezentował ten sam klub, który ze względu na nowych sponsorów zmienił nazwę na Xiangxue Sun Hei. Podczas dwóch sezonów klub ten nie wywalczył jednak tytułu mistrzowskiego (w sezonie 2005-2006 piłkarze Sun Hei zajęli drugie, a w następnym sezonie trzecie miejsce). W sezonie 2007–2008 przeniósł się do klubu z CD Monte Carlo w Makau, z którym zdobył tytuł mistrzowski. W następnym sezonie reprezentował barwy klubu CD Lam Pak, który także zajął pierwsze miejsce w ligowej tabeli. Od sezonu 2009–2010 ponownie reprezentuje klub Sun Hei SC, który wrócił do wcześniejszej nazwy; po powrocie do Hongkongu Chan nie odnosił sukcesów klubowych, a jego klub plasował się na dalszych miejscach w tabelach ligowych.

## Kariera reprezentacyjna
Chan rozegrał 14 międzynarodowych spotkań. W reprezentacji zadebiutował w 2000 roku.